# Мілан Фюшт
Мілан Фюшт (угор. Füst Milán; *17 липня 1888, Будапешт — †26 липня 1967, Будапешт) — угорський письменник, поет і драматург.

## Біографія

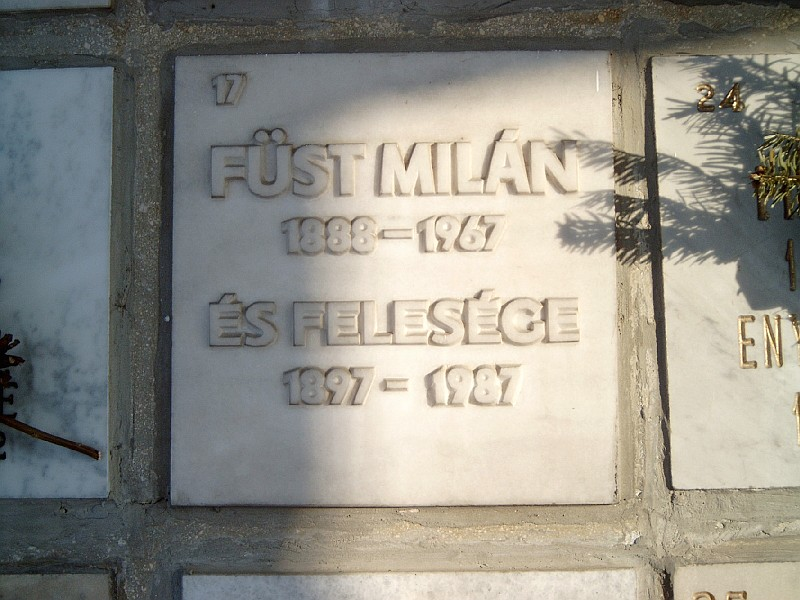
Могила Мілана Фюшта на будапештському цвинтарі Фаркашреті

Народився в єврейській родині. В 1912 закінчив юридичний факультет Будапештського університету, надалі викладав там само естетику.
У 1909 опублікував перший вірш, в 1913 вийшла перша книга віршів. Був пов'язаний з відомим літературним журналом Nyugat (Захід), дружив з Деже Костолані і Фрід'єшем Карінті. Політично і юридично підтримував Угорську республіку, через що був відсторонений режимом Горті від викладання і зміг повернутися до нього тільки в 1945. У 1928 протягом півроку лікувався в неврологічній клініці в Баден-Бадені.

## Творчість
З творів письменника найбільш значні драма «Король Генріх IV» (угор. Negyedik Henrik király; 1940 поставлена в 1964) і роман «Історія моєї дружини» (угор. A feleségem története; 1942), номінований в 1965 на Нобелівську премію. Цікавим є також щоденник Фюшта, який він вів починаючи з 1904, втім, сторінки, які стосуються років Другої світової війни, були частково знищені автором.

## Визнання
У 1948 письменник був удостоєний премії імені Кошута.
З 1975 в Угорщині присуджується літературна премія імені Мілана Фюшта.